# M. Keith Booker
Marvin Keith Booker (* 21. Mai 1953) ist ein US-amerikanischer Anglist, Literaturwissenschaftler und Autor von Sachbüchern.

## Leben und Wirken
M. Keith Booker hat Abschlüsse in Physik, Mathematik und Material- und Ingenieurwissenschaften und arbeitete am Oak Ridge National Laboratory.
1990 erlangte er an der University of Florida den Ph.D. mit einer Arbeit über James Joyce. Später wurde er Associate Professor an der University of Arkansas. Als „James E. and Ellen Wadley Roper Professor“ leitet er dort das Programm für Komparatistik und Kulturwissenschaft.
M. Keith Booker schrieb über 40 Bücher, seine Publikationsschwerpunkte sind Literatur, Film und Fernsehen, insbesondere zu den Themen Science-Fiction, dystopische Fiktion und postkoloniale Fiktion. Wissenschaftliche Artikel veröffentlichte er unter anderem in den Fachzeitschriften Research in African Literatures und Pynchon Notes.

## Schriften
- Works in progress. Fistory, subjectivity, and textuality in the fiction of James Joyce. Dissertation. University of Florida 1990, OCLC 754080654.
- The Dystopian Impulse in Modern Literature. Fiction as Social Criticism. Greenwood, Westport 1994, ISBN 0-313-29092-X.
- Flann O’Brien, Bakhtin, and Menippean satire. Syracuse University Press, Syracuse 1995, ISBN 0-8156-2665-7.
- Colonial power, colonial texts. India in the modern British novel. University of Michigan Press, Ann Arbor 1997, ISBN 0-472-10780-1.
- Joyce, Bakhtin, and the Literary Tradition. Toward a Comparative Cultural Poetics. University of Michigan Press, Ann Arbor 1997, ISBN 0-472-10622-8.
- Monsters, Mushroom Clouds, and the Cold War. American Science Fiction and the Roots of Postmodernism, 1946–1964. Greenwood, Westport 2001, ISBN 0-313-31873-5.
- mit Dubravka Juraga: The Caribbean novel in English. Heinemann, Portsmouth 2001, ISBN 0-325-00252-5.
- The Chinua Achebe Encyclopedia. Greenwood, Westport 2003, ISBN 0-325-07063-6.
- Science Fiction Television. Praeger, Westport 2004, ISBN 0-275-98164-9.
- Alternate Americas. Science Fiction Film and American Culture. Praeger, Westport 2006, ISBN 0-275-98395-1.
- From Box Office to Ballot Box. The American Political Film. Praeger, Westport 2007, ISBN 978-0-275-99122-7.
- mit Anne-Marie Thomas: The Science Fiction Handbook. Wiley, New York 2009, ISBN 978-1-4051-6205-0.
- The Historical Dictionary of Science Fiction Cinema.  Scarecrow, Lanham 2010, ISBN 978-0-8108-5570-0.
- (Hrsg.): Encyclopedia of Comic Books and Graphic Novels. 2 Bände. Greenwood, Santa Barbara 2010, ISBN 978-0-313-35746-6.
- (Hrsg.): Cultural theory (= Encyclopedia of literary and cultural theory. Band 3, ISBN 978-1-4051-8312-3). Wiley-Blackwell, Malden 2011, DNB 1010266489.
- Comics trough time. A history of icons, idols, and ideas. US, Westport 2014, DNB 1128096544.